# Fame (musical)
Fame is een musical van een boek van Jose Fernandez, muziek van Steve Margoshes en teksten van Jacques Levy. Sinds de première in 1995 is de musical gezien door meer dan 3 miljoen mensen, en heeft de productie vier tours in het Verenigd Koninkrijk voltooid. De show is opgevoerd in Victoria Palace Theatre, Prince of Wales Theatre en Aldwych Theatre. Als film werd Fame in 1980 uitgebracht.

## Verhaal
Fame gaat over een groep leerlingen die uitgekozen zijn voor "New York's High School for the Performing Arts". De vele "ups" en "downs" maken het voor de leerlingen soms moeilijk, ook omdat alle karakters een eigen achtergrond hebben. Het verhaal gaat samen met een groot aantal dans- en zangacts en speelt zich af tussen 1980 en 1984.

## In Nederland

### Nederlandstalige versie (1999/2000)
Joop van den Ende Theaterproducties bracht deze musical voor het eerst naar Nederland. De casting nam behoorlijke tijd in beslag, omdat diverse acteurs ook verdienstelijk een instrument moesten kunnen bespelen. De vertaling en regie was in handen van Koen van Dijk, Ad van Dijk tekende voor de muzikale leiding. Het decor werd ontworpen door Eric van der Palen. De productie ging op 3 oktober 1999 in première in de Tilburgse Schouwburg en sloot haar deuren na 211 voorstellingen. Diverse castleden en creatives van deze productie gingen meewerken aan de 2008-versie.

### Engelse versie 2006/2007
De Londense versie van Fame was in 2006 tijdens een korte tour in Nederland te zien. Voor het seizoen van oktober tot en met december 2007 werd de Engelse cast uitgebreid met een aantal nationale artiesten waaronder Jody Bernal, Hans van der Togt, Heddy Lester, Donna Lynton, Eric Beekes, Casey Francisco, Madelon van der Poel en Ivo Chundro.
Barrie Stevens neemt de regie van deze show voor zijn rekening. Hans Cornelissen was betrokken bij de casting.

### Nederlandstalige versie (2008)
Een andere Nederlandstalige versie, geproduceerd door V&V Entertainment van Albert Verlinde en Roel Vente, is op 20 januari 2008 in première gegaan. Na verlenging vond op 22 november 2008 de laatste voorstelling plaats. Vanaf 17 februari t/m 21 augustus heeft Cystine Carreon de vrouwelijke hoofdrol van Kim-Lian van der Meij overgenomen vanwege Kim-Lians zwangerschap. 

#### Vlaanderen
In 2008 heeft Albert Verlinde in samenwerking met Music Hall ook nog een Vlaamse versie met vrijwel dezelfde cast uitgebracht als zijn Nederlandse productie, met uitzondering van de volgende drie rollen die nu door drie Vlamingen werden gespeeld:
- Nick Piazza - Guillaume Devos
- Mevrouw Sherman - Anne Mie Gils
- Meneer Stein - Bart Van den Bossche

Deze voorstelling was te zien van 27 juni t/m 13 juli in de Stadsschouwburg van Antwerpen, van 25 t/m 27 juli in Kursaal Oostende en van 31 oktober t/m 2 november in Capitole Gent.

## Cast
| Rol                                                       | 1999-2000 (Joop van Ende Theaterproducties/ Stage Entertainment) | 2006-2007 (Staytuned Entertainment i.s.m. Arena Theater) (Engelstalige versie) | 2008 (Albert Verlinde Entertainment) |
| --------------------------------------------------------- | --- | --- | --- |
| Nick Piazza                                               | Albert Klein Kranenburg | Vincent de Lusenet | Jim Bakkum |
| understudy Nick Piazza                                    | Richard Rodermond | Danny Jackson | Wouter van Schaaijk, Martijn van Voskuijlen |
| Serena Katz                                               | Eva Poppink | Madelon van der Poel | Daphne Flint, Cindy Bell |
| understudy Serena Katz                                    | Cyrille Carreon | Saar Bressers | Cindy Bell, Nadine Nijman |
| Carmen Diaz                                               | Nurlaila Karim | Daniela Valvano | Kim-Lian van der Meij, Cystine Carreon, Bettina Holwerda |
| understudy Carmen Diaz                                    | Cystine Carreon, Chaira Borderslee | Kris Siekerman, Saar Bressers | Talita Angwarmasse (alternate), Cindy Bell |
| Joe Vegas                                                 | Jim de Groot | Jody Bernal | William Spaaij |
| understudy Joe Vegas                                      | Johan van Zon, Jerrel Houtsnee | Nuno Azevedo | Stephan Holwerda, Martijn van Voskuijlen |
| Mabel Washington                                          | Smadar Monsinos | Casey Francisco | Talita Angwarmasse, Wendy Peters (alternate) |
| understudy Mabel Washington                               | Chaira Borderslee | Jessica Leah Taylor | Lotte Kramer |
| Tyrone Jackson                                            | Gino Emnes | Ivo Chundro | Juvani Richardson, Boris Schreurs |
| understudy Tyrone Jackson                                 | Deniz Kumas | Kevin Archbold | Boris Schreurs, Roy Julen |
| David Metzenbaum/ Schlomo Metzenbaum                      | Tom Van den Broeck | Danny Houtkooper | Hein Gerrits |
| understudy David Metzenbaum/ Schlomo Metzenbaum           | Johan van Zon, Joost de Jong | Merlijn Wolsink | Yves Adang, Martijn van Voskuijlen |
| Mrs. Esther Sherman (docente drama/ Engels)               | Joanne Telesford (als Joanne Westmaas) | Donna Lynton | Doris Baaten, Ellis van Laarhoven (alternate) |
| understudy Mrs. Esther Sherman (docente drama/ Engels)    | Chaira Borderslee | Eline Vroon | - |
| Mrs. Maggie Bell (dansdocente)                            | Betty Vermeulen, Jackie van Oppen | Heddy Lester | Joyce Stevens, Ellis van Laarhoven (alternate) |
| understudy Mrs. Maggie Bell (dansdocente)                 | Yolande Germain | Eline Vroon | - |
| Mr. Seinkoph/ Mr. Scheinkopf/ Meneer Stein (muziekdocent) | Kees van Lier, Jim Berghout (alternate) | Eric Beekes | Dick Schaar |
| understudy Meneer Stein                                   | - | - | Tim van der Straeten |
| Mr. Myers (dramadocent)                                   | - | Hans van der Togt | - |
| Priscilla Kelly/ Iris Kelly                               | Samantha Stegeman | Kris Siekerman | Soetkin Jacobs |
| understudy Priscilla Kelly/ Iris Kelly                    | Jacqueline van der Pol | Sharon Sturkenboom | Ilse Schmeitz, Sharon Sturkenboom |
| Grace Lamb/ Lambchops                                     | Yolande Germain | Eline Vroon (niet gespeeld wegens blessure), Jessica Leah Taylor | Regi Severins, Lotte Kramer |
| understudy Grace Lamb/ Lambchops                          | Richard Rodermond (als Guy Lamb) | Jessica Leah Taylor | Cindy Bell |
| Goody/ Goodman King                                       | Dheeraj Asafari | Merlijn Wolsink | Stephan Holwerda |
| understudy Goody                                          | - | Evert Jan Korving | Tommie Luyben, Roy Julen |
| Mika La Rue                                               | Cystine Carreon | - | - |
| Niki La Rue                                               | Cyrille Carreon | - | - |
| Ensemble                                                  | Richard Rodermond (Ash), Deniz Kumas (Edwin), Johan van Zon (Boris), Jacqueline van der Pol (Giselle), Laurie van Iersel (Rafaëlla), Chaira Borderslee (Lana), Mariëlle Constancia (Gypsy), Allison Spalding (Yvonne), Angelo Paragoso (Bruce), Jerrel Houtsnee, Joost de Jong, Jeroen Luiten, Jezebel Zwiers, Shivene Martis | Yvette de Wilde, Jessica Leah Taylor, Evert Jan Korving, Saar Bressers, Kevin Archbold, Danny Jackson, Melissa El Araby, Mieke van der Gaag, Sharon Sturkenboom, Cindy Spek, Nigel Watson | Tim van der Straeten (Ben), Cornalijne van Korlaar (Claire), Cindy Bell (Jill), Yves Adang (Scott), Wouter van Schaaijk (Ash), Boris Schreurs (Chris), Roy Julen (Elliot/Nathan), Dapheny Oosterwolde (Chloe), Ilse Schmeitz (Yen), Sarah Singadji (Ginger/ u.s. Claire), Wendy Peters (Joy), Martijn van Voskuijlen (Dean), Lotte Kramer (Gwen), Tommie Luyben (Mickey), Nadine Nijman (Amy), Sascha Vincke (Paris), Sharon Sturkenboom (Elle) |

## Trivia
- In de productie van Joop van den Ende (1999/2000) was er de rol van David Metzenbaum. In de Engelstalige productie (2006/2007) & de productie van Albert Verlinde (2008) heette dit personage Schlomo Metzenbaum
- In de Engelstalige productie (2006/2007) was er een extra docent: dramadocent Mr Myers.
- In de productie van Joop van den Ende (1999/2000) heette muziekdocent Mr. Seinkoph. In de Engelstalige productie (2006/2007) heette de muziekdocent Mr. Scheinkopf. In de productie van Albert Verlinde (2008) heette dit personage Dhr. Stein.
- In de productie van Joop van den Ende (1999/2000) was Mrs. Esther Sherman docente drama. In de Engelstalige productie (2006/2007) was Mrs. Esther Sherman docente Engels.
- In de productie van Joop van den Ende (1999/2000) was er de rol van Priscilla Kelly. In de Engelstalige productie (2006/2007) & de productie van Albert Verlinde (2008) heette dit personage Iris Kelly.
- In de producties van Joop van den Ende (1999/2000) & van Albert Verlinde (2008) was er de rol van Grace Lamb (en bij vervanging in 1999/2000 werd het Guy Lamb). In de Engelstalige productie (2006/2007) heette dit personage Lambchops.
- In de producties van Joop van den Ende (1999/2000) & in de Engelstalige productie (2006/2007) was er de rol van Goody. In de productie van Albert Verlinde (2008) heette dit personage Goodman King.
- In de producties van Joop van den Ende (1999/2000) & van Albert Verlinde (2008) hadden de ensembleleden ook een eigen personagenaam.
- Oorspronkelijk zou Carolina Dijkhuizen de rol van Carmen gaan spelen in de Engelstalige productie (2006/2007), maar zij gaf de rol terug.

## Nummers uit de Nederlandse versie van 2008
Acte / bedrijf I
- Dit Vak Is Keihard

Allen
- Zij Kijkt Nooit Naar Mij

Joe en Nick
- Ik Leef Voor Mijn Dromen

Nick
- Dus Kijk Nooit Naar Mij

Joe
- Kijk Naar Mij / Fame

Carmen en studenten
- Hoe Speel Ik Liefde

Serena
- Dans Op New York City

Tyrone
- Lerarendiscussie / Dit Vak Is Keihard (reprise)

Mevrouw Bell, Mevrouw Sherman en studenten
Acte / bedrijf II
- Entr'acte
- Het Shakespeare Festival

Nick, Joe en Carmen
- Leer Van Wie Je Bent

Serena
- Mabel's Gebed

Mabel en de meiden
- Tyrone's Rap

Tyrone
- Soms Moet Je Hard Zijn

Mevrouw Sherman
- Hoe Speel Ik Liefde (Reprise)

Nick en Serena
- L.A.

Carmen
- Morgen

Allen
- Bows & Exit

Allen
- Fame

Allen

## Discografie

### Albums
| Album met eventuele hitnotering(en) in de Nederlandse Album Top 100 | Datum van verschijnen | Datum van binnenkomst | Hoogste positie | Aantal weken | Opmerkingen |
| ------------------------------------------------------------------- | --------------------- | --------------------- | --------------- | ------------ | ----------- |
| De Nederlandse Fame                                                 |                       | 16-02-2008            | 25              | 8            |             |